# Parey-Saint-Ouen
Parey-Saint-Ouen, ou plus simplement Parey, est une ancienne commune française du  département des Vosges en région Grand Est. Elle est rattachée à celle de Saint-Ouen en 1832 pour former la commune de Saint-Ouen-lès-Parey.

## Toponymie
Mentions anciennes : Periacus (1105), Parier (1315), Parer (1330), Parey (1364), De Pareys et Pareis juxta Sanctam Odam (1402), Parey Saint Ouaing (1452), Parey Sainct Ouain (1579), Parey Saint Oin (1587), Parrey Saint Win (1656), Parey S. Wyn (xviie siècle), Peray et Perray (1737), Parey ou Perey (1751), Perey-lès-Saint-Ouein ou Pareid (1753), Parey Sainte-Ouen et Pareium (1768), Perey-lès-Sainte-Ouen ou Pareid (1779).

## Histoire
Parey est incendié en 1634 avant le commencement du siège de la Mothe, 92 maisons sont brûlées en une seule nuit….!
Au XVIIIe siècle, ce village fait partie du bailliage de Bourmont et du diocèse de Toul dans le doyenné de Vittel.
La commune de Parey est réunie à celle de Saint-Ouen en 1832.
Cette commune tient son nom d’une famille noble qui était proche du roi. La famille Parey était très impliquée dans la vie de leur village : Anaïs y faisait le tour pour récupérer la dîme.

## Démographie
| 1793 | 1800 | 1806 | 1821 | 1831 |
| ---- | ---- | ---- | ---- | ---- |
| 396  | 304  | 383  | 343  | 497  |

## Lieux et monuments
- Église Notre-Dame, fondations primitives du IXe siècle